# Trechini
Tribu
Les Trechini forment une tribu  de coléoptères de la famille des Carabidae.

## Liste des genres
- Aepyna Fowler, 1887
  - Aepopsis Jeannel, 1922
  - Aepus Leach, 1819:
  - Kenodactylus Broun, 1909
  - Maoritrechus Brookes, 1932
  - Temnostega Enderlein, 1905
  - Thalassobius Solier, 1849
- Perileptina Sloane, 1903
  - Apoplotrechus Alluaud, 1915
  - Neoblemus Jeannel, 1923
  - Perileptus Schaum, 1860
- Trechina Bonelli, 1810
  - Accoella Ueno, 1990
  - Adriaphaenops Noesske, 1928
  - Aepiblemus Belousov & Kabak, 1993
  - Agonotrechus Jeannel, 1923
  - Agostinia Jeannel, 1928
  - Alanorites Belousov, 1998
  - Albanotrechus Casale & Gueorguiev, 1994
  - Allegrettia Jeannel, 1928
  - Allotrechiama Ueno, 1970
  - Ameroduvalius Valentine, 1952
  - Anchotrechus Jeannel, 1927
  - Andinorites Mateu & Belles, 1980
  - Andinotrechus Mateu, 1981
  - Anillidius Jeannel, 1928
  - Anophthalmus Sturm, 1844
  - Antoinella Jeannel, 1937
  - Aphaenopidius Muller, 1913
  - Aphaenopsis Muller, 1913
  - Aphaenops Bonvouioir, 1862
  - Apocimmerites Belousov, 1998
  - Apoduvalius Jeannel, 1953
  - Arctaphaenops Meixner, 1925
  - Austrotrechus Moore, 1972
  - Awatrechus Ueno, 1955
  - Balazucellus Deuve, 2001
  - Bhutanotrechus Ueno, 1977
  - Blemus Dejean, 1821
  - Boldoriella Jeannel, 1928
  - Boreaphaenops Ueno, 2002
  - Bothynotrechus Moore, 1972
  - Cathaiaphaenops Deuve, 1996
  - Caucasaphaenops Belousov, 1999
  - Caucasorites Belousov & Zamotajlov, 1997
  - Chaetoduvalius Jeannel, 1928
  - Chaetotrechiama Ueno, 1982
  - Chiapadytes Vigna Taglianti, 1977
  - Cimmerites Jeannel, 1928
  - Cimmeritodes Deuve, 1996
  - Columbitrechus Mateu, 1982
  - Coreoblemus Ueno, 1969
  - Croatotrechus Casale & Jalzic, 1999
  - Daiconotrechus Ueno, 197
  - Dalmataphaenops Monguzzi, 1993
  - Darlingtonea Valentine, 1952
  - Deuveotrechus Ueno, 1995
  - Doderotrechus Vigna Taglianti, 1968
  - Dongodytes Deuve, 1993
  - Duvalioblemus Deuve, 1995
  - Duvaliopsis Jeannel, 1928
  - Duvalius Delarouzee, 1859
  - Eocnides Jeannel, 1954
  - Epaphiopsis Ueno, 1953
  - Erebotrechus Britton, 1964
  - Eutrechopsis Moore, 1972
  - Eutrechus Moore, 1972
  - Geotrechus Jeannel, 1919
  - Giraffaphaenops Deuve, 2002
  - Goedetrechus Moore, 1972
  - Gotoblemus Ueno, 1970
  - Guizhaphaenops Vigna Taglianti, 1997
  - Gulaphaenops Ueno, 1987
  - Himalaphaenops Ueno, 1980
  - Homaloderodes Jeannel, 1962
  - Hydraphaenops Jeannel, 1926
  - Hydrotrechus Carabajal, Garcia & Rodriguez, 1999
  - Iberotrechus Jeannel, 1920
  - Iga Ueno, 1953
  - Incatrechus Mateu, 1982
  - Inotrechus Dolzhanski & Ljovuschkin, 1989
  - Ishidatrechus Ueno, 1956
  - Ishikawatrechus Habu, 1950
  - Italaphaenops Ghidini, 1964
  - Jeannelius Kurnakov, 1959
  - Junaphaenops Ueno, 1997
  - Junnanotrechus Ueno & Vi, 1993
  - Kiwitrechus Larochelle & Lariviere, 2007
  - Kosswigia Jeannel, 1947
  - Kupetrechus Larochelle & Lariviere, 2007
  - Kurasawatrechus Yoshida & Nomura, 1952
  - Kusumia Ueno, 1952
  - Laosaphaenops Deuve, 2000
  - Lessinodytes Vigna Taglianti, 1982
  - Libotrechus Ueno, 1998
  - Luraphaenops Giordan, 1984
  - Luyatrechus Etonti & Mateu, 2000
  - Luzonotrechus Ueno, 1979
  - Masuzoa Ueno, 1960
  - Masuzonoblemus Ueno, 1989
  - Mayaphaenops Vigna Taglianti, 1977
  - Meganophthalmus Kurnakov, 1959
  - Mexaphaenops Bolivar y Pieltain, 1943
  - Mexitrechus Barr, 1982
  - Mimanillus Moore, 1972
  - Mimotrechus Moore, 1972
  - Minimaphaenops Deuve, 2000
  - Minosaphaenops Queinnec, 2008
  - Nannotrechus Winkler, 1926
  - Neanops Britton, 1962
  - Neaphaenops Jeannel, 1920
  - Nelsonites Casale & Laneyrie, 1982
  - Neotrechus Muller, 1913
  - Nesiotrechus Ueno, 1995
  - Nipponaphaenops Ueno, 1971
  - Nototrechus Moore, 1972
  - Omalodera Solier, 1879
  - Oodinotrechus Ueno, 1998
  - Oroblemites Ueno & Pawlowski, 1981
  - Oroblemus Ueno & Yoshida, 1966
  - Orotrechus Muller, 1913
  - Oxytrechus Jeannel, 1927
  - Paracimmerites Belousov, 1998
  - Paragonotrechus Ueno, 1981
  - Paraphaenops Jeannel, 1916
  - Paratrechiotes Ueno, 1995
  - Paratrechus Jeannel, 1920
  - Pheggomisetes Knirsch, 1923
  - Pogonoschema Jeannel, 1927
  - Pontodytes Casale & Giachino, 1989
  - Porocimmerites Belousov, 1998
  - Pseudanophthalmus Jeannel, 1920
  - Pseudaphaenops Winkler, 1912
  - Pseudocnides Jeannel, 1927
  - Pseudotrechisibus Mateu & Belles, 1982
  - Putzeysius Jeannel, 1962
  - Qianaphaenops Ueno, 2000
  - Qianotrechus Ueno, 2000
  - Queinnectrechus Deuve, 1992
  - Rakantrechus Ueno, 1951
  - Ryugadous Habu, 1950
  - Sardaphaenops Cerruti & Henrot, 1956
  - Sbordoniella Vigna Taglianti, 1980
  - Scotoplanetes Absolon, 1913
  - Scototrechus Britton, 1962
  - Shenaphaenops Ueno, 1999
  - Shilinotrechus Ueno, 2003
  - Shuaphaenops Ueno, 1999
  - Sinaphaenops Ueno & Wang, 1991
  - Sinotrechiama Ueno, 2000
  - Sinotroglodytes Deuve, 1996
  - Sloanella Jeannel, 1927
  - Speotrechus Jeannel, 1922
  - Stevensius Jeannel, 1923
  - Stygiotrechus Ueno, 1958
  - Subilsia Espanol, 1967
  - Suzuka Ueno, 1956
  - Taiwanotrechus Ueno, 1987
  - Taniatrechus Belousov & Dolzhanski, 1994
  - Tasmanitachoides Erwin, 1972
  - Tasmanorites Jeannel, 1927
  - Tasmanotrechus Moore, 1972
  - Taurocimmerites Belousov, 1998
  - Thalassoduvalius Ueno, 1956
  - Thaumastaphaenops Magrini, Vanni & Zanon, 1997
  - Tienmutrechus Suenson, 1957
  - Toshiaphaenops Ueno, 1999
  - Trechiama Jeannel, 1927
  - Trechiamiotes Deuve, 1998
  - Trechicomimus Mateu & Negre, 1972
  - Trechiella Jeannel, 1927
  - Trechimorphus Jeannel, 1927
  - Trechinotus Jeannel, 1962
  - Trechiotes Jeannel, 1954
  - Trechisibus Motschulsky, 1862
  - Trechistus Moore, 1972
  - Trechoblemus Ganglbauer, 1891
  - Trechus Clairville, 1806
  - Trichaphaenops Jeannel, 1916
  - Troglocimmerites Ljovuschkin, 1970
  - Tropidotrechus Jeannel, 1927
  - Typhlotrechus Muller, 1913
  - Uenotrechus Deuve & Tian, 1999
  - Ushijimaella Ueno, 1980
  - Vietotrechus Ueno, 1995
  - Xenotrechus Barr & Krekeler, 1967
  - Yamautidius Ueno, 1957
  - Zhijinaphaenops Ueno & Ran, 2002
- Trechodina Jeannel, 1926
  - Amblystogenium Enderlein, 1905
  - Canarobius Machado, 1987
  - Cnides Motschulsky, 1862
  - Cothresia Jeannel, 1964
  - Cyphotrechodes Jeannel, 1926
  - Eotrechodes Ueno, Lafer et Sundukov, 1995
  - Himaloirechodes Ueno, 1981
  - Pachydesus Motschulsky, 1864
  - Pachytrechodes Jeannel, 1960
  - Paratrechodes Jeannel, 1926
  - Spelaeovulcania Machado, 1987
  - Sporades Fauvel, 1882
  - Thalassophilus Wollaston, 1854
  - Trechobembix Jeannel, 1926
  - Trechodes Blackburn, 1901
  - Trechosia Jeannel, 1926
  - Trechosiella Jeannel, 1960

## Publication originale
- Bonelli, 1810 : Observations Entomologique. Première partie. Mémoires de l'Académie des Sciences, Turin vol. 18, p. 21–78.